# 리커트 척도

리커트 척도(Likert scale)는 설문 조사 등에 사용되는 심리 검사 응답 척도의 하나로, 각종 조사에서 널리 사용되고 있다. 리커트 척도에서는 응답자가 제시된 문장에 대해 얼마나 동의하는지를 답변하도록 한다. 리커트 척도라는 명칭은 이 척도 사용에 대한 보고서를 발간한 렌시스 리커트(Rensis Likert)의 이름에서 따온 것이다(Likert, 1932). 라이커트 척도라고도 한다.

## 개요
리커트 척도는 문장을 제시하고 그것에 대해 대답하는 형식이다. 응답자들은 그 문장에 대한 동의/비동의 수준을 응답하고, 그 문장을 어떻게 객관식/주관적 평가를 응답한다. 응답범주에 명확한 서열성이 있어야 하며 설문지에서 문항들이 갖는 상대적인 강도를 결정한다. 5단계 척도를 사용하는 것이 많지만, 학자에 따라서는 7단계 또는 9단계 척도를 사용해야 한다고 하는 경우도 많다.
- 5단계 리커트 척도를 사용한 예
아이스크림은 아침 식사로 적합하다
  1. 전혀 그렇지 않다.
  2. 그렇지 않다.
  3. 보통이다.
  4. 그렇다.
  5. 매우 그렇다.

리커트 척도는 양극 척도 방법이며, 그 문장에 대한 긍정적 반응과 부정적 반응을 측정하는 것이다. 경우에 따라서는 가운데에 있는 "보통이다."를 없애고 긍정과 부정 중 어느 한쪽을 선택하도록 하는 경우도 있다. 리커트 척도는 어떤 요인에 의해 결과에 왜곡이 발생할 수 있다. 응답자는 극단적인 선택을 피하려는 경향이 있고, 제시된 문장에 동의하고 싶어하는 경향이 있으며, 자신과 자신이 속한 조직이 긍정적으로 보이도록 하려는 경향이 있다.

## 평가 및 분석
답변이 끝난 후 각 항목을 별도로 분석하거나 항목 군에 대한 답변의 합계를 찾아 평가를 한다. 따라서 리커트 척도는 누적 척도이라고도 불린다. 단일 항목에 대한 답변은 일반적으로 순서 척도 자료로 취급된다. 이것은 특히 5개 정도는 응답자가 인접하여 선택항목 사이를 띄면서 느낌 여부를 알 수 없기 때문이다. 순서 척도로 작업하는 경우 비모수적인 검정으로 분석한다.
여러 항목에 대한 응답을 누적하는 경우 거리 척도 자료로 취급된다. 누적된 형태가 정규 분포를 따른다면, 분산 분석 등의 모수적인 검정이 가능하다.
리커트 척도 데이터를 단순히 "예"와 "아니오"로 구분하는 경우도 있다. 이 경우 통계 기법으로 카이제곱 검정 등의 방법을 사용한다.

## 같이 보기
- 명목 척도